# Football aux Jeux asiatiques de 1951
L'épreuve Football aux Jeux asiatiques de 1951 fut accueillie par New Delhi, en Inde du 5 au 11 mars 1951. 
Dans ce tournoi, 6 équipes disputent le tournoi mansculin. Les matchs durent seulement 60 minutes.

## Médailles

### Tableau des médailles
| Rang  | Nation | Or | Argent | Bronze | Total |
| ----- | ------ | -- | ------ | ------ | ----- |
| 1     | Inde   | 1  | 0      | 0      | 1     |
| 2     | Iran   | 0  | 1      | 0      | 1     |
| 3     | Japon  | 0  | 0      | 1      | 1     |
| Total | Total  | 1  | 1      | 1      | 3     |

### Médaillés
| Event  | Or | Argent | Bronze |
| ------ | --- | --- | --- |
| Hommes | Inde Berland Anthony K. L. Varadaraj Sailen Manna Syed Khwaja Azizuddin T. M. Varghese Sunil Chatterjee Sheikh Abdul Latif Noor Mohammed Chandan Singh Rawat Abhoy Ghosh D. N. Devine Jones T. Shanmugham Pansanttom Venkatesh G. Y. S. Laiq Madar Abdus Sattar P. B. A. Saleh Runu Guha Thakurta Sahu Mewalal Santosh Nandy Ahmed Mohammed Khan Loganathan A. M. Bachan Sélectionneur : Syed Abdul Rahim | Iran Amir Aghahosseini Ghorban Ali Tari Amir Araghi Aref Gholizadeh Mehdi Nasiroghli Nader Afshar Naderi Hossein Fekri Abbas Hajian Mahmoud Bayati Mohsen Azad Nader Afshar Alavinejad Parviz Kouzehkanani George Markarian Mehdi Gholi Masoud-Ansari Masoud Boroumand Hossein Soroudi Mahmoud Shakibi Sélectionneur : Mostafa Salimi | Japon Yukio Tsuda Megumu Tamura Yoshio Okada Koji Miyata Nobuyuki Kato Ko Arima Masanori Tokita Taro Kagawa Hirokazu Ninomiya Toshio Iwatani Takashi Kano Shigeo Sugimoto Ken Noritake Seki Matsunaga Sélectionneur : Hirokazu Ninomiya (joueur-sélectionneur) |

## Résultats
|  | Quarts de finale | Quarts de finale |          |          | Demi-finales           | Demi-finales          |  |  | Finale      | Finale  |
|  | Quarts de finale | Quarts de finale |          |          | Demi-finales           | Demi-finales          |  |  | Finale      | Finale  |
|  |                  |                  |          |          |                        |                       |  |  |             |         |
|  | 5 mars           | 5 mars           |          |          | 7 mars puis le 8 mars  | 7 mars puis le 8 mars |  |  | 10 mars     | 10 mars |
|  | 5 mars           | 5 mars           |          |          | 7 mars puis le 8 mars  | 7 mars puis le 8 mars |  |  | 10 mars     | 10 mars |
|  | Iran             | 2                |          |          | 7 mars puis le 8 mars  | 7 mars puis le 8 mars |  |  | 10 mars     | 10 mars |
|  | Iran             | 2                |          |          | 7 mars puis le 8 mars  | 7 mars puis le 8 mars |  |  | 10 mars     | 10 mars |
|  | Birmanie         | 0                |          |          | 7 mars puis le 8 mars  | 7 mars puis le 8 mars |  |  | 10 mars     | 10 mars |
|  | Birmanie         | 0                | Iran     | 0 puis 3 |                        |                       |  |  | 10 mars     | 10 mars |
|  |                  |                  | Iran     | 0 puis 3 |                        |                       |  |  | 10 mars     | 10 mars |
|  |                  | Japon            | 0 puis 2 |          |                        |                       |  |  | 10 mars     | 10 mars |
|  | Japon            | Japon            | 0 puis 2 |          |                        |                       |  |  | 10 mars     | 10 mars |
|  |                  |                  |          |          |                        |                       |  |  | 10 mars     | 10 mars |
|  | Exempt           |                  |          |          |                        |                       |  |  | 10 mars     | 10 mars |
|  | Iran             | 0                |          |          |                        |                       |  |  |             |         |
|  | Iran             | 0                | 5 mars   |          |                        |                       |  |  |             |         |
|  |                  | Inde             | 1        |          |                        |                       |  |  |             |         |
|  | Inde             | Inde             | 1        | 3        |                        |                       |  |  |             |         |
|  | Inde             | 7 mars           |          | 3        |                        |                       |  |  |             |         |
|  | Indonésie        | 0                |          |          |                        |                       |  |  |             |         |
|  | Indonésie        | 0                | Inde     | 3        |                        |                       |  |  |             |         |
|  |                  |                  | Inde     | 3        | Match pour la 3e place |                       |  |  |             |         |
|  |                  | Afghanistan      | 0        |          |                        |                       |  |  |             |         |
|  | Afghanistan      | Afghanistan      | 0        |          | 9 mars                 | 9 mars                |  |  |             |         |
|  | Afghanistan      |                  |          |          | 9 mars                 | 9 mars                |  |  |             |         |
|  | Exempt           |                  |          | Japon    | 2                      |                       |  |  |             |         |
|  | Exempt           |                  |          | Japon    | 2                      |                       |  |  |             |         |
|  |                  |                  |          |          |                        |                       |  |  | Afghanistan | 0       |
|  |                  |                  |          |          |                        |                       |  |  | Afghanistan | 0       |

### Quarts-de-finale
| 5 mars | Iran                              | 2 – 0 | Birmanie | National Stadium, New Delhi |  |
| 15:00  | Alavinejad 17e · Kouzehkanani 60e |       |          |                             |  |

| 5 mars | Inde                            | 3 – 0 | Indonésie | National Stadium, New Delhi |  |
| 16:15  | Mewalal 27e 42e · Venkatesh 44e |       |           |                             |  |

### Demi-finales
| 7 mars | Iran | 0 – 0 a. p. | Japon | National Stadium, New Delhi |
| 15:00  |      |             |       |                             |

| 7 mars | Inde                                    | 3 – 0 | Afghanistan | National Stadium, New Delhi |  |
| 16:15  | Venkatesh 10e · Mewalal 16e · Nandy 55e |       |             |                             |  |

Match rejoué
| 8 mars | Iran                                  | 3 – 2 | Japon                     | National Stadium, New Delhi |  |
| 15:00  | Masoud-Ansari 21e 42e · Boroumand 58e |       | 40e Tokita · 50e Ninomiya |                             |  |

### Match pour la3eplace
| 9 mars | Japon           | 2 – 0 | Afghanistan | National Stadium, New Delhi |  |
| 17:00  | Iwatani 40e 45e |       |             |                             |  |

### Finale
| 10 mars | Iran | 0 – 1 | Inde        | National Stadium, New Delhi |  |
| 17:00   |      |       | 34e Mewalal |                             |  |

### Buteurs
4 buts
- Sahu Mewalal

2 buts
- Pansanttom Venkatesh
- Mehdi Gholi Masoud-Ansari
- Toshio Iwatani

1 but
- Santosh Nandy
- Nader Afshar Alavinejad
- Masoud Boroumand
- Parviz Kouzehkanani
- Hirokazu Ninomiya
- Masanori Tokita